# Víctor Mercante
Víctor Mercante (Merlo, 1870 - Los Andes, 1934) fue un pedagogo argentino que contribuyó a la difusión de la educación laica y pública en Argentina.

## Vida

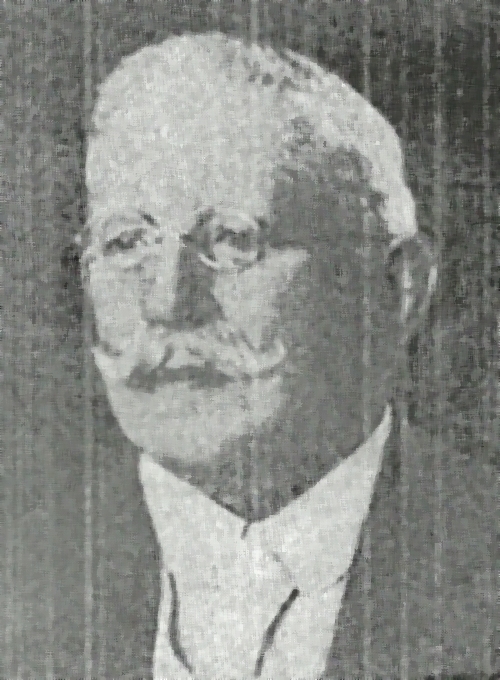
Bernardo Moretti (1854-1937), pedagogo y mentor de Mercante.

Víctor Mercante era hijo de inmigrantes italianos. Su padre era un agricultor empobrecido y su madre descendía de una familia de la nobleza de Liguria. Víctor Mercante nace en el pueblo de Merlo y cuando tiene siete años de edad, los Mercante regresan a Italia para retornar a la Argentina tres años después, en 1880 y se vuelven a instalar en el pueblo rural de Merlo. Su hermano, Alejandro, fue matemático y a él se vincula la instalación de varias de las primeras usinas eléctricas de la Provincia de Buenos Aires como también la de Posadas, Provincia de Misiones.
En Merlo, Mercante fue pupilo de un destacado maestro, el italiano Bernardo Moretti.
Mercante cursa el magisterio en la Escuela Normal de Paraná. En 1890 Mercante comienza a trabajar como maestro en una escuela normal de la Provincia de San Juan.
Por pedido de Joaquín V. González , organizó la Sección Pedagógica en la Universidad de La Plata, basamento de la actual Facultad de Humanidades y Ciencias de la Educación.
En 1908 presidió la Sociedad Psicológica de Buenos Aires. Figura emblemática de la intelectualidad científica. Fue el primer argentino que se entrevistó con Sigmund Freud. 
En 1914 asume como Decano de la recién creada Facultad de Ciencias de la Educación, la primera de ese tipo en Sudamérica. Bajo la influencia de las teorías francesas y la pedagogía científica, Víctor Mercante escribe "Metodología". Se trata de una obra de referencia de varias generaciones, en el país. 
A partir de su inclinación por el positivismo pedagógico, llevó adelante prácticas biometristas, que implicaban mediciones e información biológica. De este modo sienta las bases de la llamada la psicología experimental y así de la antropología física. Se imponía por su estilo y no por la fuerza, ya que usaba la sugestión. 
Entre los hitos de su carrera, se encuentra el de haber sido un impulsor de la escuela positiva lombrosiana en Argentina. El trascendente legado de Mercante incluye una serie de obras, además de la mencionada anteriormente. Tal es el caso de Archivos de Pedagogía y Ciencias Afines, Charlas pedagógicas, de 1925, Maestros y Educandos, publicado en 1927. También fue autor de textos para alumnos, así como de tratados  científicos sobre la que se presentaba como una novedosa disciplina, la paidología. Su definición la describe como la ciencia que estudia todo lo relativo a la infancia y su buen desarrollo físico e intelectual.
En 1934 Mercante representa a Argentina en el Congreso Internacional de Educación, en Chile, y cuando se disponía a regresar, la muerte lo sorprende en la ciudad de Los Andes.
Su sobrino, Héctor Eduardo Mercante (Pehuajó, 26-10-1906 - La Plata, 28-06-1988), fue un médico y político. Ministro de Salud (el primero en ese cargo creado en 1947) y de Gobierno de la Provincia de Buenos Aires (hasta 1952). En 1975, fue Rector de la Universidad Nacional de La Plata que su tío supo ayudar a  organizar, siendo destituido por el golpe militar del 24 de marzo de 1976.

## Obra
- Museos escolares argentinos y la escuela moderna, 1893
- Metodología de la enseñanza primaria, 1916
- La crisis de la pubertad y sus consecuencias pedagógicas, 1918